# 釣狐

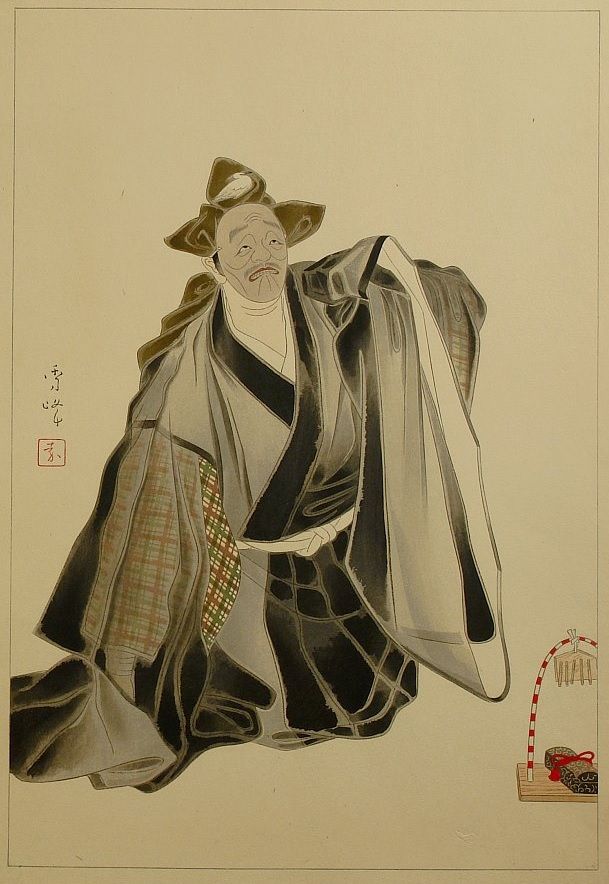
山川秀峰筆「こんくわい」

釣狐（つりぎつね）は狂言の演目。鷺流での名称は「吼噦（こんかい / こんくわい）」。集狂言に分類される。
披きとして扱われる演目の一つで、大蔵流では極重習、和泉流では大習と重んじられている。
「猿に始まり、狐に終わる」という言葉があり、これは『靱猿』の猿役で初舞台を踏んだ狂言師が、『釣狐』の狐役を演じて初めて一人前として認められるという意味である。
白蔵主の伝説を元に作られたとされており、多くの狂言師が、上演する際に白蔵主稲荷を祀る大阪府堺市の少林寺に參詣し、この稲荷の竹を頂いて小道具の杖として使っている。
歌舞伎に本演目に取材した「釣狐物」がある。

## 登場人物
- シテ：老狐
- アド：猟師

## あらすじ
猟師に一族をみな釣り取られた老狐が、猟師の伯父の白蔵主という僧に化けて猟師のもとへ行く。白蔵主は殺生の罪の深さを説き、また妖狐玉藻前の伝説を用いて狐の祟りの恐ろしさを説き、猟師に狐釣りをやめさせる。その帰路、猟師が捨てた狐釣りの罠の餌である鼠の油揚げを見つけ、遂にその誘惑に負けてしまい、化け衣装を脱ぎ身軽になって出直そうとする。それに気付いた猟師は罠を仕掛けて待ち受ける。本性を現して戻って来た狐が罠にかかるが、最後はなんとか罠を外して逃げていく。